# تلمبه سرکار آقا ۲
تلمبه سرکار آقا ۲ یک منطقهٔ مسکونی در ایران است که در دهستان مشیز واقع شده‌است. تلمبه سرکار آقا ۲ ۱۴ نفر جمعیت دارد.